# Le petit Sammy éternue

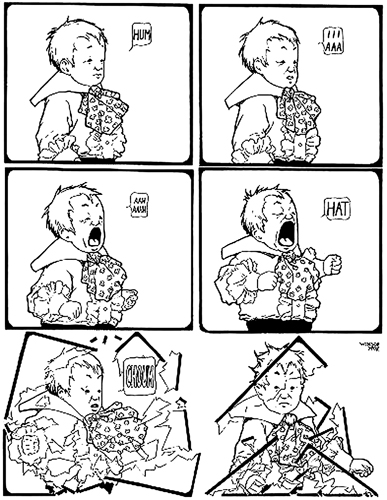
Une planche du Petit Sammy éternue.

Le petit Sammy éternue (anglais : Little Sammy Sneeze) est une bande dessinée humoristique américaine hebdomadaire de Winsor McCay publiée du 24 juillet 1904 au 9 décembre 1906 dans le New York Herald. Première série à succès de l'auteur, Le petit Sammy éternue suit un schéma très simple : chaque histoire montre un éternuement de Sammy, et les conséquences dévastatrices qui en découlent. 

## Documentation
- (en) Noah Berlatsky, « Little Sammy Sneeze », dans The Comics Journal n°292, Fantagraphics, octobre 2008, p. 196-199.